# Cheilosia gagatea
Cheilosia gagatea är en tvåvingeart som beskrevs av Friedrich Hermann Loew 1857. Cheilosia gagatea ingår i släktet örtblomflugor, och familjen blomflugor.
Artens utbredningsområde är Österrike. Inga underarter finns listade i Catalogue of Life.